# Курнет-эс-Сауда
Ку́рнет-эс-Са́уда (араб. القرنة السوداء‎) — гора, высочайшая точка хребта Ливан, а также во всём Ливане. Высота — 3087 м. Расположена примерно в 30 км к юго-востоку от Триполи.
Склоны горы на уровне выше 1800 м покрыты снегом почти 4 месяца в году, выше 2500 м — до 6 месяцев в году.